# Бууракан
Бууракан (кирг. Бууракан) — село в Токтогульском районе Джалал-Абадской области Кыргызстана. Входит в состав Кызыл-Озгорушского айылного аймака.

## География
Село расположено в северо-восточной части области, на правом берегу реки Конгур-Огюз, на расстоянии приблизительно 40 километров (по прямой) к юго-востоку от города Токтогула, административного центра района. Абсолютная высота — 1436 метров над уровнем моря.

## Население
Согласно оценочным данным Национального статистического комитета Кыргызской Республики, численность населения села на начало 2023 года составляла 622 человека.
| год     | 2009 | 2014 | 2015 | 2020 | 2021 | 2023 |
| ------- | ---- | ---- | ---- | ---- | ---- | ---- |
| человек | 580  | 595  | 583  | 686  | 680  | 622  |